# Gustavo A. Madero, Tabasco
Gustavo A. Madero är en ort i Mexiko.   Den ligger i kommunen Macuspana och delstaten Tabasco, i den sydöstra delen av landet, 700 km öster om huvudstaden Mexico City. Gustavo A. Madero ligger 4 meter över havet och antalet invånare är 259.
Terrängen runt Gustavo A. Madero är platt. Runt Gustavo A. Madero är det ganska tätbefolkat, med 65 invånare per kvadratkilometer. Närmaste större samhälle är Macuspana, 14,3 km sydost om Gustavo A. Madero. Trakten runt Gustavo A. Madero består till största delen av jordbruksmark.